# Leiser Berge
Leiser Berge (také Leiserberge nebo i Leisergebirge; česky Liské kopce či Lysé hory) je nízké vápencové pohoří, mikroregion a přírodní park, zahrnující centrální, nejvyšší polohy Weinviertelu (Vinné čtvrti) v Dolních Rakousích. Nejvyšším vrchem Buschberg dosahují výšky 491 m n.m. Jedná se o nejvýše vystupující část Západních Vněkarpatských sníženin.

## Název
Pohoří se jmenuje podle místního jména Leis (Oberleis, Niederleis), podoba s německým slovem leise ("tichý, mírný") je jen náhodná. Ve skutečnosti název pochází ze slovanského základu slova lysý. Správný český překlad názvu je tedy spíše Lysé vrchy než Tiché vrchy, jak se občas objevuje.

## Geografie

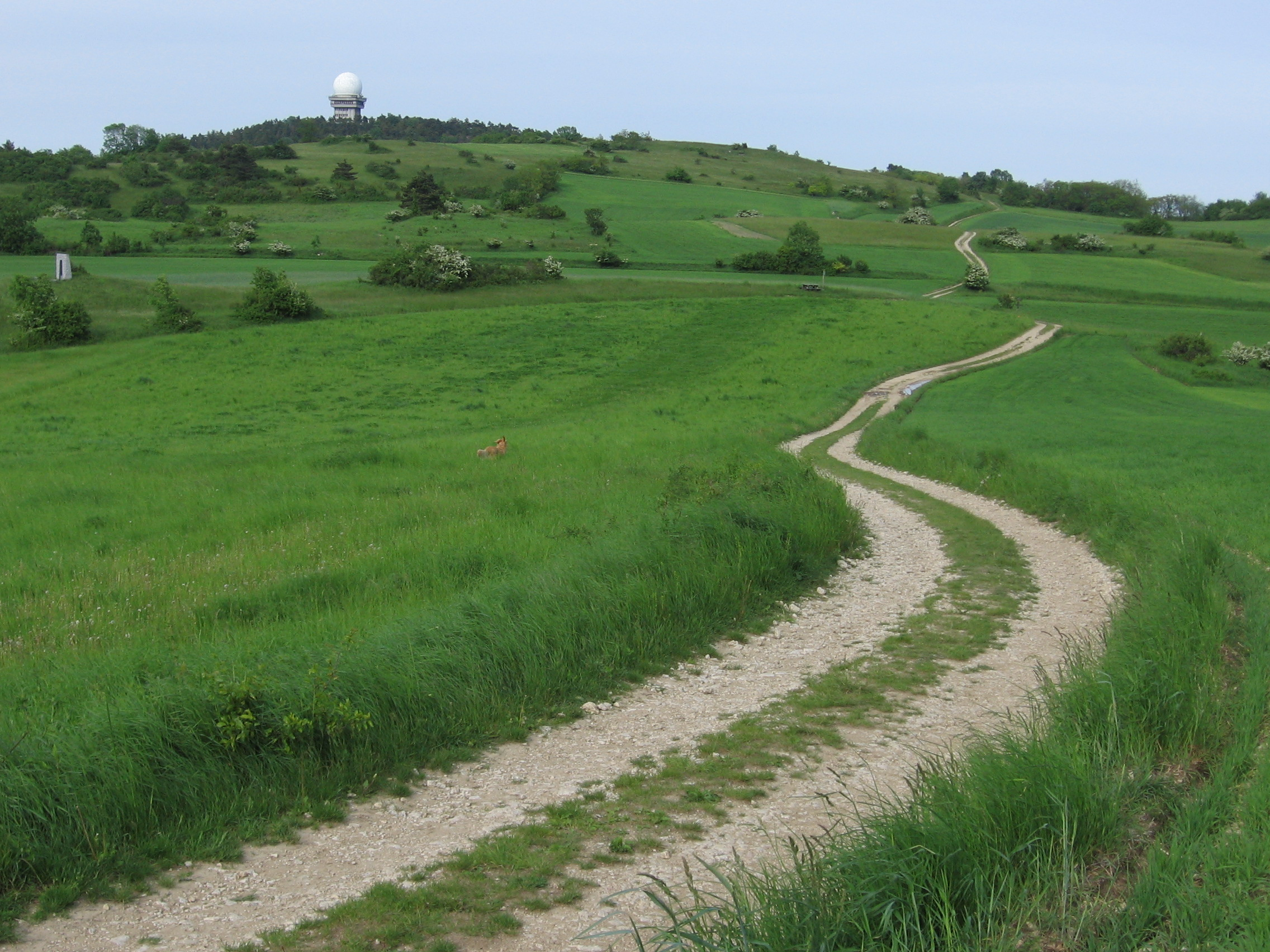
Buschberg

Leiser Berge se rozkládají asi 30 km severně od Vídně, 15–20 km od hranice s Českem, na pomezí okresů Mistelbach, Korneuburg a Hollabrunn. Ze severu jsou ohraničeny Dyjsko-svrateckým úvalem, ze západu údolím Schmidy, z jihu údolím Dunaje (Wagram), na jihovýchodě přechází nižší pahorkatinou Weinviertelu v Moravské pole, na severovýchodě pokračují do Jihomoravských Karpat. Nejvyššími vrcholy po Buschbergu (491 m) jsou Oberleiser Berg (457 m) a Steinberg (452 m). Hlavními toky zde pramenícími jsou Göllersbach, Rußbach a Zaya.
Rozmanitá krajina se vytvářela v mladší době kamenné. Políčka v geometrických obrazcích se mění barevností na mírných pahorcích podle vegetační doby.

## Mikroregion a přírodní park
Mikroregion Leiser Berge - Mistelbach byl založen roku 2001 a zahrnuje obce Mistelbach an der Zaya, Ladendorf, Ernstbrunn, Asparn an der Zaya a Niederleis. V jeho západní části se rozkládá přírodní park o ploše asi 40 km², vhodný pro pohodlné rodinné vycházky do lesů a vřesovišť. Oblast je vhodná i k nenáročné cykloturistice. Vrch Oberleiser poskytuje pěkný výhled na rozmanitou krajinu s poli, lesy a travními porosty.